# Quitman (Luisiana)
Quitman es una villa ubicada en la parroquia de Jackson en el estado estadounidense de Luisiana. En el Censo de 2010 tenía una población de 181 habitantes y una densidad poblacional de 74,5 personas por km².

## Geografía
Quitman se encuentra ubicada en las coordenadas 32°21′11″N 92°43′24″O / 32.35306, -92.72333. Según la Oficina del Censo de los Estados Unidos, Quitman tiene una superficie total de 2.43 km², de la cual 2.42 km² corresponden a tierra firme y (0.53%) 0.01 km² es agua.

## Demografía
Según el censo de 2010, había 181 personas residiendo en Quitman. La densidad de población era de 74,5 hab./km². De los 181 habitantes, Quitman estaba compuesto por el 90.06% blancos, el 9.39% eran afroamericanos, el 0% eran amerindios, el 0% eran asiáticos, el 0% eran isleños del Pacífico, el 0% eran de otras razas y el 0.55% pertenecían a dos o más razas. Del total de la población el 0% eran hispanos o latinos de cualquier raza.